# Lasse Bjerre
Lasse Bjerre, właśc. Lasse Bjerre Jensen (ur. 31 października 1993 w Esbjergu) – duński żużlowiec.

## Życiorys

### Kariera sportowa
Złoty medalista drużynowych mistrzostw świata juniorów (Rye House 2010). Złoty medalista młodzieżowych indywidualnych mistrzostw Danii (2011). Finalista indywidualnych mistrzostw świata juniorów (2013 – XVI miejsce w klasyfikacji końcowej).
W lidze brytyjskiej reprezentant klubów: King’s Lynn Stars (2010, 2011, 2013), Ipswich Witches (2011), Peterborough Panthers (2012, 2014), Leicester Lions (2012, 2013) oraz Swindon Robins (2012). W lidze polskiej startował w barwach klubów WTS Wrocław (2010–2011) oraz Polonia Bydgoszcz (2014).

### Życie prywatne
Brat Kennetha Bjerre, również żużlowca.

## Starty w Grand Prix Indywidualnych Mistrzostw Świata na Żużlu

### Punkty w poszczególnych zawodachGrand Prix
| Sezon 2014                   |                       |                        |                  |                      |                      |                                |                 |                                 |                       |                            |                   |         |         |         |         |         |         |         |         |         |         |         |         |         |         |        |        |        |        |        |        |        |        |        |        |        |        |        |        |
| GP Nowej Zelandii – Auckland | GP Europy – Bydgoszcz | GP Finlandii – Tampere | GP Czech – Praga | GP Szwecji – Målilla | GP Danii – Kopenhaga | GP Wielkiej Brytanii – Cardiff | GP Łotwy – Ryga | GP Polski – Gorzów Wielkopolski | GP Nordyckie – Vojens | GP Skandynawii – Sztokholm | GP Polski – Toruń | miejsce | miejsce | miejsce | miejsce | miejsce | miejsce | miejsce | miejsce | miejsce | miejsce | miejsce | miejsce | miejsce | miejsce | punkty | punkty | punkty | punkty | punkty | punkty | punkty | punkty | punkty | punkty | punkty | punkty | punkty | punkty |
| –                            | –                     | –                      | –                | –                    | –                    | –                              | –               | –                               | 1                     | –                          | –                 | 35      | 35      | 35      | 35      | 35      | 35      | 35      | 35      | 35      | 35      | 35      | 35      | 35      | 35      | 1      | 1      | 1      | 1      | 1      | 1      | 1      | 1      | 1      | 1      | 1      | 1      | 1      | 1      |

| Statystyki        | Statystyki |
| ----------------- | ---------- |
| Starty            | 1          |
| Zwycięstwa        | 0          |
| Miejsca na podium | 0          |
| Finalista         | 0          |
| Punkty            | 1          |